# Nadaïsme

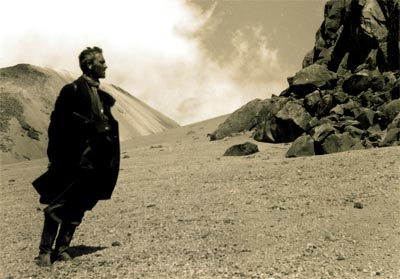
Fernando González Ochoa à Nevado del Ruiz, en 1929. Son œuvre fut à l'origine de la création du nadaïsme.

Le nadaïsme (espagnol : nadaísmo, de nada : néant, rien) est la philosophie du néant. Le mouvement du nadaísmo, fondé par Gonzalo Arango en 1958, influencé par le nihilisme, l'existentialisme et la pensée d'un écrivain, philosophe et diplomate colombien, Fernando González Ochoa, fut très présent dans la poésie des années 1960 en Colombie.
Le nadaïsme suivit la naissance, dans les années 1950, aux États-Unis, d'un autre mouvement littéraire et artistique, la Beat Generation et lui fut parfois comparé.

## Fondement du nadaïsme
À l'avant-garde d'une aventure poétique excentrique et contestataire, le nadaïsme, considéré comme un mouvement subversif, jouait avec l'irrévérence qu'il déclarait salutaire.
Mouvement culturel, poétique et spirituel usant de provocation, il affirmait ainsi sa rébellion contre une littérature bien-pensante.
Un manifeste intitulé : « Primer Manifiesto Nadaísta » (français : Premier manifeste nadaïste) fut signé en 1958. Il débutait ainsi : "Le nadaïsme est un état d'esprit révolutionnaire et il dépasse toutes les sortes d'attentes et de possibilités."
Juan Nicolás Padrón, dans un article du « Periódico cubarte » intitulé « El nadaísmo y su eterna juventud » (français : Le nadaïsme et son éternelle jeunesse), décrit ce mouvement, créé par le "légendaire Gonzalo Arango, fils d'une famille provinciale puritaine", devenu vagabond et aventurier, comme un mouvement poétique de répulsion envers la bourgeoisie et la pensée conservatrice, prônant la parodie, la profanation de l'ordre établi et la pensée critique.
Il ajoute que cinquante ans après la création du nadaïsme, Jotamario Arbeláez, ardent nadaïste, rappelle que ce mouvement fut une "explosion juvénile", une rébellion contre l'injustice et contre la brutalité militaire.
Le nadaïsme vécut environ un demi-siècle.

## Les nadaïstes
Ils se voulaient créateurs d'un langage nouveau et déclaraient être des "génies fous et dangereux", ce qui ne les empêcha nullement d'être attirés par le bouddhisme zen.
- Gonzalo Arango (1931 - 1976), né à Andes dans le département d'Antioquia, en Colombie, était écrivain et poète (la Consécration du néant, 1964). Disciple de l'écrivain colombien Fernando González Ochoa (1895 - 1964), Gonzalo Arango fut le fondateur du nadaïsme[3].
- Jaime Jaramillo Escobar (es), né en 1932 à Pueblorrico, Antioquia, est un poète[4] et conférencier colombien[5].
- Elmo Valencia, né à Cali, Valle del Cauca, en 1933, poète, romancier et essayiste, est diplômé en ingénierie électronique[6].
- Mario Rivero (es), né à Envigado (1935-2009), était poète, journaliste et critique d'art[4].
- Amilcar Osorio, né à Santa Rosa de Cabal,  Risaralda, en Colombie (1940-1985). L'œuvre particulièrement lucide de cet écrivain colombien sut apporter au nadaïsme un réel esprit de modernisme et donner un sens aux actions d'expérimentation et d'exploration prônées par ce mouvement[7].
- Jotamario Arbeláez (es) (ou José Mario Arbeláez Ramos), né à Cali, Valle del Cauca, en 1940, est un poète et éditeur colombien. Il est aussi chroniqueur pour le journal El Tiempo. Lecteur des surréalistes, il est attiré par l'absurde ainsi que par l'humour noir[6].
- Eduardo Escobar, né à Envigado, dans le département d'Antioquia, en 1943, est un poète colombien[4].
- Fanny Buitrago (es), née en 1945 à Soledad, Atlántico, (Colombie), est une écrivaine représentative du mouvement nadaïste dès sa création.
- Patricia Ariza, née en 1946 à Vélez, Santander, est une poétesse, dramaturge et actrice dramatique[8]. En 2007, elle reçut, aux Pays-Bas, le Prix du Prince Claus (thème "Culture et conflit").
- Anibal Tobón (1947-2016), poète, acteur de théâtre, narrateur et journaliste colombien.

## Groupes de rock associés au nadaïsme
Plusieurs groupes de rock soutinrent le mouvement nadaïste :
- Los Speakers (en), groupe de rock créé à Bogota. La période d'activité de ce groupe s'étendit de 1963 à 1969.
- The Young Beats (es), groupe de rock de Bogota (1965 - 1967).
- Los Yetis (es), groupe de rock de la ville de Medellín (1965 - 1969)[9].